# Stictochironomus varius
Stictochironomus varius är en tvåvingeart som först beskrevs av Henry Keith Townes, Jr. 1945.  Stictochironomus varius ingår i släktet Stictochironomus och familjen fjädermyggor. Inga underarter finns listade i Catalogue of Life.